# Monopeltis kabindae
Espèce
Monopeltis kabindae est une espèce d'amphisbènes de la famille des Amphisbaenidae.

## Répartition
Cette espèce est endémique du sud de la République démocratique du Congo.

## Publication originale
- Witte & Laurent, 1942 : Contribution à la systématique de Amphisbaenidae du Congo belge. Revue de zoologie et de botanique africaines, vol. 36, n. 1, p. 67-86.